# Nyom nélkül (film, 1993)
A Nyom nélkül (eredeti cím angolul: The Vanishing) 1993-ban bemutatott amerikai thriller George Sluizer rendezésében. Főszereplők Jeff Bridges, Kiefer Sutherland, Nancy Travis és Sandra Bullock. A forgatókönyv Tim Krabbé The Golden Egg (Az aranytojás) című könyve alapján készült. A film a rendező korábbi, szintén Krabbé regényéből készült, 1988-ban bemutatott Nyomtalanul című művének újrafeldolgozása.

## Tartalom
Jeff Harriman és barátnője, Diane megállnak egy benzinkútnál, ahol azonban a nő eltűnik. Három évvel később Jeff mániákusan még mindig a barátnője nyomát kutatja, sikertelenül, amíg egyszer csak be nem állít hozzá Barney Cousins kémiatanár, egyértelművé téve, hogy tudja mi történt Diane-nel és hajlandó is elárulni, ehhez azonban Jeffnek részt kell vennie a szociopata Barney játékában, hogy kiderüljön végre, mi is történt pontosan azon a napon…

## Szereplők
| Szerep          | Színész           | Magyar hang          |
| --------------- | ----------------- | -------------------- |
| Jeff Harriman   | Kiefer Sutherland | Szabó Sipos Barnabás |
| Barney Cousins  | Jeff Bridges      | Sörös Sándor         |
| Rita Baker      | Nancy Travis      | Söptei Andrea        |
| Diane Shaver    | Sandra Bullock    | Kiss Erika           |
| Lynn            | Park Overall      | Némedi Mari          |
| Denise Cousins  | Maggie Linderman  | Simonyi Piroska      |
| Helene Cousins  | Lisa Eichhorn     |                      |
| Arthur Bernard  | George Hearn      | Uri István           |
| Miss Carmichael | Lynn Hamilton     | Czigány Judit        |